# Cséplő Ferenc
Cséplő Ferenc (Réte, 1920. október 4. – 2019. január 7.) szlovákiai magyar író, publicista.

## Életrajza
Sokgyermekes református magyar vasutascsaládban született, édesapja csúzi Cséplő Ferenc, édesanyja Harcsa Ágnes. 
Tanulmányait szülőfalujában kezdte 1926-ban a  mai „huszita ház“ épületében. Később, édesapja révén, Galántára költöztek, ahol kénytelen volt a taksonyi szlovák elemi iskolába járni, mivel édesapját elbocsátással fenyegette a vasúttársaság.
1936-tól 1945-ig a rétei cserkészmozgalom szervezője volt. 1938-tól a szenci Magyar Királyi Felsőkereskedelmi Intézmény diákja volt.
1942-től publikált. Írásainak gyakori témája szülőfalva, annak helyi honismerete és történelme.
2019. január 7-én hunyt el, és április 28-án temették el a rétei református temetőben.

## Díjak, elismerések
- A 2010. évi Pátria-díjat megosztva Cséplő Ferenc írónak, helytörténésznek, illetve Kiss László orvostörténésznek ítélte oda a Pro Pátria Honismereti Szövetség.[5]
- Csemadok életműdíj, 2011

## Főbb művei
- Réte – Bástya és menedék. Gyurcsó István Alapítvány, Dunaszerdahely, 1995
- Rosszcsontok. Lilium Aurum, Dunaszerdahely, 1996
- Mátyusföldi rosszcsontok. Lilium Aurum, Dunaszerdahely, 2003
- Azok a nehéz idők. Lilium Aurum, Dunaszerdahely, 2006